# Assedio di Lione

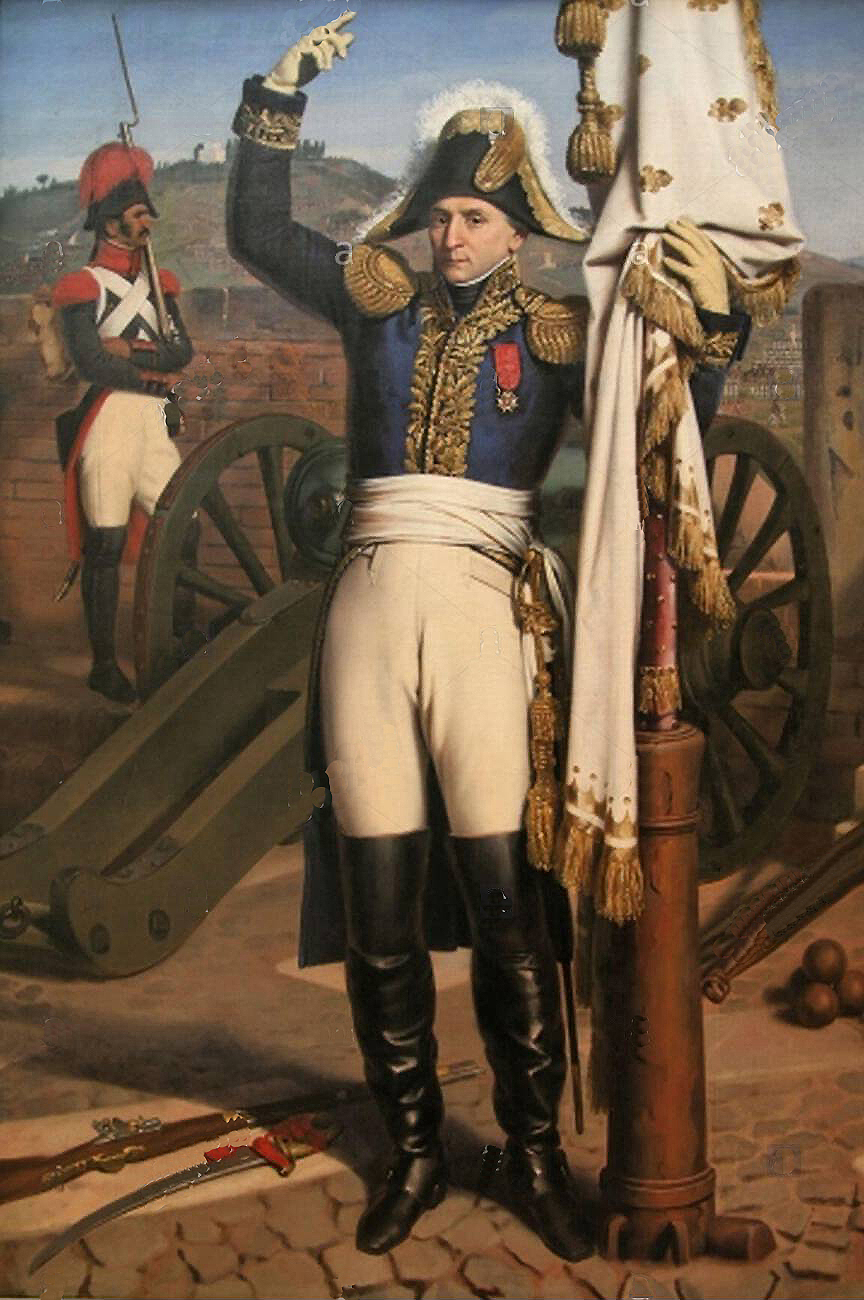
Louis François Perrin de Précy, capo dei ribelli realisti di Lione a nome di Luigi XVII, dipinto da Jean-Joseph Dassy.

L'assedio di Lione si combatté dal 9 agosto al 9 ottobre 1793, quando le forze repubblicane francesi assediarono e conquistarono la città che si era ribellata al governo francese in favore dei realisti.

## Storia
L'Armata delle Alpi, sotto il comando del generale Kellermann, fu impegnata in una campagna in Savoia contro i piemontesi quando ricevette l'incarico di dirigersi a ovest per ristabilire l'autorità del governo centrale a Lione ma poté rivolgere la sua attenzione alla nuova missione solo un mese dopo, il 10 agosto 1793. Due giorni dopo, il 12 agosto, il dipartimento ribelle fu diviso in due, creando sul lato occidentale del fiume il dipartimento della Loira con la capitale a Feurs e sul lato orientale il dipartimento del Rodano. Poco più di una settimana dopo, il 21 agosto, il governo di Parigi inviò a Lione una squadra di alto livello che comprendeva Georges Couthon, uno dei massimi esponenti del Comitato di salute pubblica e uno stretto collaboratore dello stesso Robespierre. Il giorno seguente l'esercito rivoluzionario iniziò il suo bombardamento. Durante il mese di settembre Lione fu circondata e, il 29 settembre, sul lato sud-occidentale della città, il forte Sainte-Foy fu distrutto.
Il 3 ottobre Couthon chiamò i lionesi (Lyonnais in francese) ad arrendersi e una tregua fu proclamata fino al 7 ottobre. I vari rappresentanti che avevano guidato la città ebbero una serie di discussioni di gruppo e, l'8 ottobre, inviarono una squadra per negoziare con i rappresentanti del governo, nonostante l'opposizione di Précy, uno dei più zelanti difensori della causa monarchica fin dall'inizio della rivoluzione. Nello stesso tempo caddero altri due forti dei difensori, Saint-Irénée e Saint-Just.
Il giorno seguente, all'alba, Précy riuscì a fuggire attraverso un distretto nel nord-ovest di Lione, chiamato Vaise, e si nascose poco dopo in Svizzera. Le autorità civili della città si sono arrese ai rappresentanti del governo centrale a mezzogiorno.
L'11 ottobre i delegati governativi decisero la distruzione delle mura della città. Il 12 ottobre Barère, un esponente di spicco del governo, emanò un decreto dalla Convenzione che dichiarava che Lione avrebbe perso il suo nome e sarebbe stata da allora conosciuta come Ville-Affranchie (Città liberata) e sarebbe stata distrutta. Nel frattempo, Joseph Fouché e Collot d'Herbois massacrarono gli ultimi ribelli mitragliando la città a cannonate. Tutte le proprietà occupate dai ricchi sarebbero state demolite, lasciando solo le case dei poveri e le case dei patrioti abietti o banditi, edifici appositamente dedicati all'industria e ai monumenti dedicati all'unanimità e all'istruzione pubblica. Sulle rovine di Lione sarebbe stata eretta una colonna commemorativa che avrebbe testimoniato ai posteri i crimini commessi e la punizione ricevuta dai realisti fedeli all'ancien régime con la scritta "Lione ha fatto la guerra alla libertà: Lione non c'è più!". Nel progetto, delle 600 case in programma per la demolizione, solo una cinquantina furono effettivamente distrutte.